# 大葉健二
大葉 健二（おおば けんじ、1955年〈昭和30年〉2月5日 - ）は、日本の俳優、演出家、実業家。イベント運営会社『LUCK JET』代表取締役社長。本名および旧芸名は高橋 健二（）。初期は本名で活動し、現在でも演劇を演出する時は本名の名義で行っている。
愛媛県松山市出身。身長170cm、血液型はA型。2人の娘のうち新葉尚はフリーの声優として活動している。

## 来歴
中学生の頃にはテレビドラマ『キイハンター』を観て、出演者の千葉真一のファンになり、高校生の時に設立直後のジャパンアクションクラブ（JAC）第一期生募集に応募し、合格。1971年に高校を中退して上京し、芸能界への一歩を踏み出す。なお、大葉は役者志望というより、アクションやスタントマンのような仕事をやりたいという気持ちだった。
1972年から1973年にかけて放送された特撮テレビドラマ『人造人間キカイダー』で、トランポリンスタントを担当。同作品の第31話で初めて顔出し出演を果たした。
当初は本名の高橋 健二名義で活動していたが、1979年から1980年にかけて放送された『バトルフィーバーJ』で曙四郎/バトルケニア役として初めてレギュラー出演が決まり、師である千葉真一から「葉」の字をもらって大葉 健二の芸名での活動を開始した。同作品ではバトルケニアのスーツアクターを兼任し、変身前と変身後を吹き替えなしで演じた。1980年から1981年にかけて放送された『電子戦隊デンジマン』では青梅大五郎/デンジブルー役でレギュラー出演し、こちらでもデンジブルーのスーツアクターを兼任した。1982年から1983年にかけて放送されたメタルヒーローシリーズの第1作『宇宙刑事ギャバン』の主人公、一条寺烈/ギャバン役で初主演を果たす。
1984年公開の映画『コータローまかりとおる!』では天光寺輝彦に扮するため、スキンヘッドにした。これが好評だったため、翌年放送のテレビドラマ『影の軍団IV』、『影の軍団 幕末編』にもスキンヘッドの伊賀忍者・がま八でレギュラー出演。大葉健二にとってスキンヘッドは個性の一つにもなり、2003年には千葉真一の熱狂的ファンであるクエンティン・タランティーノのオファーで、千葉真一と共に映画『キル・ビル Vol.1』に出演。タランティーノのリクエストでがま八と同じくスキンヘッドにし、お得意のコミカルな演技でハリウッドデビューを果たした。
1987年、母親の看病のため、JACに名誉会員として籍を残したまま郷里の松山に帰郷。地元のイベント製作会社の会社員となり、多忙な会社員生活の合間に俳優業を行うというスタンスとなる。俳優業のかたわら、自ら設立したイベント製作会社「LUCK JET」の代表取締役社長も勤め、後進の育成にも力を注いでいる。これらの活動では、本名の高橋 健二名義で舞台演出も行っている。
2007年、ラックJETと業務提携する形でジャパンアクションエンタープライズに再び籍を置く。
2009年、JAC時代からの盟友である井上誠吾・関根大学と共に演劇ユニット「磨心頑」を設立。
2011年6月11日公開の映画『ゴーカイジャー ゴセイジャー スーパー戦隊199ヒーロー大決戦』にて、約30年ぶりに青梅大五郎役を演じた。大葉によると当初は同じく過去に演じた曙四郎役として登場する案もあったようで、後に『海賊戦隊ゴーカイジャー』のテレビシリーズ第44話で曙四郎役を約31年ぶりに演じた。そして、2012年1月21日公開の『海賊戦隊ゴーカイジャーVS宇宙刑事ギャバン THE MOVIE』では約28年ぶりに一条寺烈役を演じ、同時に青梅大五郎、曙四郎の1人3役を演じた。同作では特殊な合成により、曙・青梅・一条寺の3人が一堂に対面するシーンが実現した。2017年公開の『スペース・スクワッド ギャバンVSデカレンジャー』では、2代目宇宙刑事ギャバンのサポート役として生身での立ち回りアクションも披露している。
2012年8月、NHKの首都圏向け番組「ゆうどきネットワーク」で、これまでの経歴が紹介された。アクション俳優として生きる中で、何度も同僚の怪我や、時には死亡事故があったことなどがナレーションで触れられた。地元でのイベント活動の様子の写真も紹介された。そして、今自分にできることは何かを問い、それはアクション俳優を養成することであると確信したことから、アクション俳優の志願者を募り、多数の応募者の中から厳選した数名を採用した。自身は演技とアクションの経験を惜しみなく後輩に伝授する毎日で、2013年頃にはプロダクションのオーディションを兼ねた舞台公演も計画していると語った。
2018年5月初旬に自宅で倒れて入院し、療養とリハビリを行っている。

## 人物・エピソード
- 特技は、車・バイク・自転車のスタント[14]、乗馬[4]、スキー[4]、体操[4]。好きな言葉は「健康こそ宝」[14]。
- 東映プロデューサーの吉川進が『宇宙刑事ギャバン』の主役に大葉を起用しようとした際には、その放映時間の主人公が『キャンディ・キャンディ』以降は女性ばかりであり、「男の主人公では（インパクトとして）弱すぎる！」とテレビ局側から懸念されて圧力を受けていたこともあって、東映社内で反対の声が多数を占めていた。しかし吉川はその時「あんたが大葉がイヤだというならわかった。じゃ、代わりにだれか連れてきてよ」と反対意見全部に対して言い張り、相手を捻じ伏せたうえで強引に大葉をキャスティングした。このことについては後のインタビューで「大葉君はアクションはできるし、愛嬌はあるし、勉強熱心だし…、十分じゃないですか。そりゃ、新企画の立ち上げだから反対の声はあったけど、僕はがんとして大葉君を推しました。ギャバンの、大葉君の魅力は皆さんのほうがよくお分かりなんじゃないですか」と語っている。
- 『宇宙刑事シリーズ』で組んだ小笠原猛監督の家へ招かれ、酒を御馳走してもらったというエピソードがある。『宇宙刑事シャイダー』の撮影中盤時期『コータローまかりとおる!』の天光寺輝彦役が決まったためにスキンヘッドにしていた。大葉はその時も『シャイダー』への出演をプロデューサーに頼んだが、「（大葉の頭を見て）髪が映らないように大アップで撮るかっ」と婉曲に断られ、これに対して「コム長官に怒られて髪を切られちゃったんじゃないか」などの設定はどうかと答えている[15]。その後、『シャイダー』には最終回（第49話）に出演したが、すでに『影の軍団IV』への出演が決まっていたため、再度丸坊主頭になっていた（『シャイダー』最終回の3人が出会う場面で、シャリバン役（渡洋史）とシャイダー役（円谷浩）の2人からスキンヘッドのことを「どうしたんですか？」と驚かれ、「いや、ちょっとな」とはにかむシーンがある）。
- 漫画『コブラ』のファンであり、実写版を撮るのならぜひ主役を演じたいと発言していた。『ギャバン』などでの二枚目半の演技はコブラを意識していたと語っている。
- 『仮面ライダー』で本郷猛 / 仮面ライダー1号役を演じた藤岡弘の事故以降は、変身後のヒーローのスーツアクターは別の俳優が担当するのが一般的となったが、『バトルフィーバーJ』では自ら志願して変身前後の両方を演じた[16][9]。大葉は両役演じることについて、変身前の俳優と演技のすり合わせを行う必要がないから楽であると述べている[16][9]。一方、素面よりもマスクをつけて演技するほうが安心するとも述べている[16]。
- 『バトルフィーバーJ』で曙四郎が悪魔ロボットが登場するたびに言っていた「また出やがった!!」は、大葉のアドリブによるものである。
- 『バトルフィーバーJ』で共演した伴大介は大葉の演技力を評価しており、子供からの人気も高かっただろうと推察している[17]。同作品で演じたバトルケニアについては、後楽園ゆうえんちのヒーローショーにスーツアクターとしても参加し、最後は子供たちと顔出しで握手したという。そのため、会場を訪れた子供たちからとても人気があり、会場での一番人気はバトルケニアだったとのこと。また、同じく共演した倉知成満（当時・倉地雄平）は飲み仲間だった[18]。倉知は大葉について明るくて優しい男と評しており、彼の後進育成の取り組みについても頭が下がる想いだと述べている[18]。
- 『電子戦隊デンジマン』では他の俳優たちが撮影後皆で飲みに出かけていた中、大葉だけはスーツアクターとしての撮影もあったため、一度も一緒に行けなかった。また、同作品で共演した内田直哉は、大葉が一番キャリアを積んでいたことから、自身も含めて共演者は大葉の演技を参考にする部分が多かったと証言している[19]。
- 1975年3月9日に放送されたテレビドラマ版『日本沈没』の第23話「海に消えた鎌倉」には、松川首相の緊急記者会見を放送するテレビ画面に見入る一般国民として特技監督の川北紘一と共にカメオ出演している。
- 『ギャバン』でギャバンの変身後のスーツアクターを務めた村上潤に対しては、それまでも活動をともにしていたことから信頼し、演技やアクションに注文をつけることはなかった[9]。一方、村上は大葉が激しいアクションをこなしていたことから、「変身したら弱くなった」と言われないよう必死であったことを述べている[9]。また、村上は大葉のトランポリンを用いてのジャンプは滞空時間が長く、空中に止まっているように見えると評している[9]。
- 子供時代からドリフターズの中でも加藤茶が好きで、吉本新喜劇も好きとのこと[20]。
- 人見知りな性格で、六本木ヒルズで開催された『宇宙刑事ギャバン THE MOVIE』公開記念イベントでは南州太郎の「おじゃまします」で場を和ませている[20]。

## 出演

### テレビドラマ
「高橋 健二」名義
- 仮面ライダー（1971年4月3日 - 1973年2月10日、毎日放送・NET） - トランポリン担当、戦闘員 他
- 人造人間キカイダー（1972年7月8日 - 1973年5月5日、NET） - スタント・スーツアクター[注釈 1]
- ロボット刑事（1973年、フジテレビ）
  - 第8話「雷が殺した?!」 - 警官[注釈 2]
  - 第20話「水爆飛行船 東京へ!」 - カップル
- キカイダー01（1973年5月12日 - 1974年3月30日、NET） - スーツアクター[注釈 3]
- ザ・ボディガード（1974年、NET） - 悪人の手下、擬斗の相手 他[注釈 4]
- 正義のシンボル コンドールマン（1975年3月31日 - 9月22日、NET） - モンスター一族戦闘員の人間態
- アクマイザー3（1975年10月7日 - 1976年6月29日、NET） - 総師団長ゲベル（スーツアクター） 他
- 燃える捜査網 第9話「愛と怒りの港」（1975年、NET） - 剣崎会組員
- 秘密戦隊ゴレンジャー 第67話 - 第84話（1976年11月6日 - 1977年3月26日、NET） - アカレンジャー（スーツアクター）[21]、イーグル警備兵 他
- 超神ビビューン（1976年7月6日 - 1977年3月29日、NET）
- ジャッカー電撃隊 第3話「5フラッシュ!! ほえろパンサー」（1977年4月23日、テレビ朝日） - 小野隼人
- 透明ドリちゃん 第18話「ミドリは名探偵」（1978年5月6日、テレビ朝日） - 西条刑事
- 宇宙からのメッセージ・銀河大戦（1978年7月8日 - 1979年1月27日、テレビ朝日）
- 柳生一族の陰謀（1978年10月 - 1979年6月、関西テレビ） - ツヅレ

「大葉 健二」名義
- スーパー戦隊シリーズ（テレビ朝日）
  - バトルフィーバーJ（1979年2月3日 - 1980年1月26日） - 曙四郎 / バトルケニア[注釈 5]
  - 電子戦隊デンジマン（1980年2月2日 - 1981年1月31日） - 青梅大五郎 / デンジブルー[注釈 5]
  - 忍風戦隊ハリケンジャー 巻之四十五「隠れ家と大掃除」（2002年12月29日） - 烈堂[注釈 6]
  - 獣拳戦隊ゲキレンジャー 修行その39「ウロウロ! 帰らない子供たち」、修行その40「頭、バカーン! 衝撃の事実」、修行その42「ワッシワッシで乗り越えろ!」、修行その45「ピキーン! 宿命の対決」（2007年11月25日・12月2日・16日・2008年1月13日） - 拳士ダン
  - 海賊戦隊ゴーカイジャー 第44話「素敵な聖夜」（2011年12月25日） - 曙四郎
- ザ・ハングマン 第28話「強盗を飼う警部」（1981年5月29日、朝日放送） - 銀行強盗
- 警視庁殺人課 第1話「復讐のバラード」（1981年4月13日、テレビ朝日） - 健次
- 影の軍団 シリーズ（関西テレビ） 
  - 影の軍団II 第12話「あの女を逃がすな」（1981年12月22日） - 半次
  - 影の軍団IV→影の軍団 幕末編（1985年） - がま八[注釈 7]
- メタルヒーローシリーズ（テレビ朝日）
  - 宇宙刑事ギャバン（1982年3月5日 - 1983年2月25日） - 主演・一条寺烈 / 宇宙刑事ギャバン[注釈 8]
  - 宇宙刑事シャリバン（1983年3月4日 - 1984年2月25日） - 一条寺烈（ギャバン隊長） / 宇宙刑事ギャバン[注釈 9]
  - 宇宙刑事シャイダー 第49話「三人の宇宙刑事 ギャバン・シャリバン・シャイダー大集合!」（1985年3月8日） - 一条寺烈 / 宇宙刑事ギャバン[注釈 10]
  - 超人機メタルダー 第25話「とびだせ! ジャック電撃応援団」・第26話「ぶっちぎり! 炎のジャック野郎」（1987年10月4日・11日） - 卓治
  - 世界忍者戦ジライヤ 第27話「闘破の敵は磁雷矢」（1988年7月24日） - 伊予野二郎[注釈 11]
- 柳生十兵衛あばれ旅 第22話「裏切りの忍び文字」（1983年3月15日、テレビ朝日） - 弥平次
- 素晴らしきサーカス野郎（1984年、日本テレビ） - 荒木譲
- 太閤記（1987年、TBS） - 加藤清正
- 必殺仕事人V・風雲竜虎編 第13話「剣豪の妻、悲願の御前試合」（1987年、朝日放送） - 沼代無二斎
- 仮面ライダーBLACK RX 第34話「四国空母化計画!!」（1989年6月25日、毎日放送・TBS） - 九条勝[注釈 12]
- 民王 最終回（第八章）「民王」（2015年9月18日、テレビ朝日） - アグリトラディショナル社長

### 映画
「高橋 健二」名義
- 女必殺拳（1974年、東映） - 戦闘員
- 脱走遊戯（1976年、東映） - 特警
- ゴルゴ13 九竜の首（1977年、東映・嘉倫電影） - 空手三兄弟・長兄[注釈 13]
- ジャッカー電撃隊VSゴレンジャー（1978年、東映） - スーツアクター

「大葉 健二」名義
- 劇場版 電子戦隊デンジマン（1980年、東映） - 青梅大五郎 / デンジブルー[注釈 5]
- 里見八犬伝（1983年、角川春樹事務所） - 犬飼現八
- 伊賀野カバ丸（1983年、東映） - 豪遊宴
- 君のふるさとに太陽がのぼった（1984年、全国農村映画協会） - 石田純
- コータローまかりとおる!（1984年、東映） - 天光寺輝彦
- 仮面ライダーZO（1993年、東映） - 黒田
- バトル・ロワイアルII 鎮魂歌（2003年、東映） - 三村の同志（マキの父）
- キル・ビル Vol.1（2003年、ア・バンド・アパート） - シロー ※アメリカ映画
- 赤龍の女（2006年、GPミュージアム） - 片桐
- トラ・コネ（2008年、T×Tプロ） - 金森ダイゴロウ
- ゴーカイジャー ゴセイジャー スーパー戦隊199ヒーロー大決戦（2011年、東映） - 青梅大五郎
- 海賊戦隊ゴーカイジャーVS宇宙刑事ギャバン THE MOVIE（2012年、東映） - 一条寺烈 / 宇宙刑事ギャバン、曙四郎 / バトルケニア、青梅大五郎 / デンジブルー（1人3役）[注釈 14]
- 宇宙刑事ギャバン THE MOVIE（2012年、東映） - 一条寺烈 / 宇宙刑事ギャバン
- 仮面ライダー×スーパー戦隊×宇宙刑事 スーパーヒーロー大戦Z（2013年、東映） - 一条寺烈
- 龍帝 -DRAGON EMPEROR-（2016年、龍帝プロジェクト） - 二代目龍帝（特別出演）
- スペース・スクワッド ギャバンVSデカレンジャー（2017年、東映） - 一条寺烈 / 宇宙刑事ギャバン
- HE-LOW（2018年）

### 舞台
- JAC公演
  - 柳生十兵衛 魔界転生（1981年、新宿コマ劇場）
  - スタントマン物語（1981年、新宿コマ劇場） - 黒田先輩
  - ゆかいな海賊大冒険（1982年・1983年・1984年、新宿コマ劇場・梅田コマ劇場） - 妖精 鷲の精
  - 酔いどれ公爵（1985年、新宿コマ劇場） - ジャン・ピエール
  - スタントマン愛の物語（1986年、新宿コマ劇場）
  - アドベンチャー 青春の旅立ち（1986年、新宿コマ劇場）
- Black JAC公演
  - マグニチュード11（1984年、新宿コマ劇場）
  - 俺っちのアウトロー（1986年、新宿コマ劇場） - 新竜、ジョージ（二役）
- 爆笑!! 花の清水港（1987年、新宿コマ劇場） - 都鳥音松
- 劇団ユニット☆磨心 頑旗揚げ公演 モンスタールーム〜大人たちの放課後〜（2008年、てあとるらぽう）
- TIGER & BUNNY THE LIVE（2012年、ジャパンアクションエンタープライズ / Zepp DiverCity TOKYO） - ヒーローアカデミー教官[注釈 15]
- 烈!バカフキ!（2016年、Zeepブルーシアター六本木） - 日替わりゲスト
- こと～築地寿司物語～（2017年、ブディストホール） - 日替わりゲスト
- 2.5次元プロレス『夢幻大戦』（2017年11月27日、新宿FACE） - ウラシマ・ら・むー
- 舞台版 サトラレ 〜西山幸夫の場合〜（2018年、ALTA THEATER） - 暗殺者ジャン

### テレビアニメ
- クレヨンしんちゃん 第825話「宇宙警察犬・ロボドッグだゾ」（2014年4月11日、テレビ朝日） - 宇宙警察長官[注釈 16]

### ゲーム
- スーパーヒーロー作戦（1999年1月28日、バンプレスト） - 一条寺烈 / ギャバン（声）
- 宇宙刑事魂（2006年5月25日、バンダイナムコゲームス） - 一条寺烈 / ギャバン（声）
- 国盗り頭脳バトル 信長の野望（2008年6月26日、コーエー） - ブログパーツの武者
- スーパーロボット大戦X-Ω（2018年9月16日、バンダイナムコエンターテインメント） - ギャバン（声）

### CM
- ヒーロー玩具研究所（2008年）

## 音楽
アルバム
- 宇宙刑事ギャバン ベストヒット曲集（1982年、日本コロムビア） - 曲間の語り及び挿入歌「父よ」を歌唱。

## 書籍
- アクションポーズ写真集〈ACT.1〉（2003年、エムピーシー） ISBN 4871976661

## 監修
- ローカルヒーロー 香川県 未来環境防衛隊ドラゴンマン（2004年）